# Matthew Greenfield
Pour les articles homonymes, voir Greenfield.
Matthew Greenfield, né le 14 septembre 1968, est un producteur et scénariste de cinéma américain.

## Biographie
Greenfield est diplômé en 1990 de l'université Wesleyenne, où il connut son futur collaborateur, le réalisateur Miguel Arteta. Ensemble, ils travaillent sur le film Star Maps, qui fut projeté au festival Sundance de 1997 et y reçut cinq nominations, dont la catégorie Meilleur premier film de long métrage. En 2000, leur film indépendant Chuck & Buck fut un succès, et remporta le John Cassavetes Award du meilleur film à petit budget. En 2002, ils travaillent à nouveau ensemble sur The Good Girl.

## Filmographie

### Comme producteur
- 1997 : Star Maps de Miguel Arteta
- 2000 : Chuck & Buck de Miguel Arteta
- 2002 : The Good Girl de Miguel Arteta
- 2005 : Are You the Favorite Person of Anybody ? de Miguel Arteta
- 2005 : The Motel de Michael Kang

### Comme scénariste
- 1997 : Star Maps de Miguel Arteta

## Récompenses et distinctions

### Nominations
- 1998 : nomination aux Independent Spirit Awards dans la catégorie Meilleur premier long métrage pour Star Maps
- 2003 : nomination aux Independent Spirit Awards dans la catégorie Meilleur long métrage pour The Good Girl
- 2007 : nomination aux Independent Spirit Awards dans la catégorie Meilleur premier long métrage pour The Motel

### Récompenses
- 2001 : Independent Spirit Award dans la catégorie Meilleur long métrage de moins de 500 000 $ pour Chuck & Buck